# Gedang Rejo
Gedang Rejo is een bestuurslaag in het regentschap Gunung Kidul van de provincie Jogjakarta, Indonesië. Gedang Rejo telt 5506 inwoners (volkstelling 2010).